# Winfried Lieber
Winfried Lieber (* 27. Dezember 1955 in Kandel) ist ein deutscher Ingenieur der Elektrotechnik und Hochschulprofessor. Von 1997 bis 2021 war er Rektor der Hochschule Offenburg.

## Leben
Lieber studierte ab 1976 Elektrotechnik an der Technischen Universität Kaiserslautern und schloss das Studium mit dem akademischen Grad Diplomingenieur ab. 1987 wurde er zum Doktor der Ingenieurwissenschaften promoviert, seine Dissertation erschien im nachfolgenden Jahr unter dem Titel Messung und Analyse von Ausbreitungseigenschaften dispersionsoptimierter Einmodenfasern im optischen Langwellenbereich. Von 1987 bis 1992 arbeitete Lieber in München bei Siemens als Manager im Unternehmensbereich Öffentliche Kommunikationsnetze.
1992 folgte Lieber dem Ruf als Professor für die Lehrgebiete Kommunikationsnetze und Optische Nachrichtentechnik an die damalige Fachhochschule Offenburg (heute Hochschule Offenburg) im badischen Offenburg. Im November 1996 wurde er vom Senat in das Amt des Rektors der Hochschule Offenburg gewählt, das er zum 1. März 1997 antrat. In diesem Amt wurde er in den folgenden Jahrzehnten dreimal wiedergewählt. Nach 24 Jahren Amtszeit wurde Lieber zum 1. Juni 2021 in den Ruhestand versetzt; zuletzt war er der dienstälteste Rektor einer deutschen Hochschule.
Lieber ist Autor bzw. Mitautor von vielen wissenschaftlichen Veröffentlichungen über Optische Nachrichtentechnik sowie Publikationen zur Hochschulpolitik. 2014 erhielt er die Ehrendoktorwürde der polnischen Universität Ermland-Masuren für sein Engagement in der Zusammenarbeit zwischen der Hochschule Offenburg und der polnischen Universität. Bei seinem Eintritt in den Ruhestand wurde das Audimax der Hochschule Offenburg in „Winfried-Lieber-Saal“ benannt. Lieber ist verheiratet und hat zwei Kinder.

## Wirken in der Hochschulpolitik
Lieber übernahm das Amt des Rektors in einer schwierigen Lage für die Hochschule Offenburg, die durch Strafanzeigen und Ermittlungen gegen mehrere Mitglieder der vorherigen Hochschulleitung ausgelöst worden war. Zudem hatte die Universität zu diesem Zeitpunkt sinkende Studierendenzahlen. In Liebers Amtszeiten verdreifachte sich die Zahl der Studierenden an der Hochschule von rund 1300 auf rund 4200 Studierende bei seinem Ruhestand. Dabei wurden die bestehenden Bereiche Technik und Wirtschaft unter Lieber um die Medienwissenschaften als neuen Studiengang ergänzt, wobei Lieber den Studiengang „Medien und Informationswesen“ gründete und leitete, und in Folge die Bezeichnung im Landeshochschulgesetz in Hochschule für Technik, Wirtschaft und Medien geändert. Auch wurde 2018 das „Peter-Osypka-Institute for Pacing and Ablation“ (POI) und 2020 das Regionale Innovationszentrum (RIZ) am Campus Offenburg eingeweiht.
Des Weiteren wurden in Liebers Amtszeit Kooperationen mit anderen Hochschulen sowie regionalen Unternehmen geschlossen, beispielsweise dem Hersteller Herrenknecht. In Liebers Amtszeit wurden diverse Stiftungsprofessuren an der Hochschule Offenburg eingeworben, die nach seinen Angaben schnelle und zeitnahe Investitionsmöglichkeiten in Forschung ermöglichen. Laut Ingrid Weidner im DUZ Magazin (Ausgabe August 2019) entwickelte sich während Liebers Amtszeit „die Fachhochschule von einer Ausbildungsstätte hin zu einem Forschungs- und Innovationsmotor für die Region“. Wolfgang Schäuble lobte anlässlich von Liebers Verabschiedung, dieser habe „keine Scheu“ gehabt, auch die Nützlichkeit wissenschaftlicher Forschung zu erwägen, und die Hochschule so zu einem „Impulsgeber für Innovation am Oberrhein“ gemacht.
In Liebers Amtszeit fiel 2005 die Bologna-Reform und damit der Umbau vom Fachhochschul-Diplom auf die konsekutive Studienstruktur mit den beiden Abschlüssen Bachelor und Master. In diesem Zusammenhang genehmigte das Land Baden-Württemberg 2003 ein Pilotmodell an der Hochschule Offenburg in Kooperation mit der Pädagogischen Hochschule Freiburg. Bei diesem Pilotmodell wurden die neuen Bologna-Abschlüsse Bachelor und Master erstmals für das Lehramt an beruflichen Schulen genutzt und akkreditiert.
2010 machte sich Lieber in einem Interview mit Die Zeit dafür stark, in den Ingenieurstudiengängen ein zusätzliches Semester vor das eigentliche Studium zu schalten, um die hohen Abbrecherquoten im späteren Studienverlauf zu verringern.
Winfried Lieber war Mitglied in vielen Kommissionen, Beiräten und Gremien mit hochschulischem Bezug. Für 15 Jahre war Lieber Mitglied im Vorstand der Rektorenkonferenz der Hochschulen für Angewandte Wissenschaften Baden-Württemberg. In diesem Zusammenhang setzte er sich für die Gestaltung der Rolle dieses aus den Fachhochschulen hervorgegangenen neuen Hochschultyps der Hochschulen für Angewandte Wissenschaften ein. Er betonte die Eigenständigkeit von Hochschulen im deutschen Bildungssystem und ihre Wichtigkeit als „Teil einer regionalen Entwicklungsstrategie“.  Von 2007 bis 2021 vertrat Lieber die Hochschulen des Landes Baden-Württemberg im Senat der Hochschulrektorenkonferenz. Lieber war nach ihrer Gründung 2014 der erste Sprecher der trinationalen Hochschulallianz TriRhenaTech, der rund 20 Hochschulen aus Deutschland, Frankreich und der Schweiz angehören.

## Bibliografie (Auswahl)
Fachwissenschaftliche Publikationen
- Winfried Lieber: Messung und Analyse von Ausbreitungseigenschaften dispersionsoptimierter Einmodenfasern im optischen Langwellenbereich. VDI-Verlag, Düsseldorf 1988, ISBN 978-3-18-142421-6
- A. Oehler, W. Lieber, J. Beck, D. Curticapean: ITG – Fachbericht 174. Kommunikationskabelnetze Bandbreite von Mehrmodenfasern für Gigabit Ethernet. VDE Verlag GmbH, Berlin und Offenbach 2002. S. 77–86, ISBN 3-8007-2738-2.
- Christian-Alexander Bunge, Winfried Lieber, Dan Curticapean: Evaluation of Launch-Dependent Frequency Response of Multimode Fibers for Subcarrier-Multiplexing (SCM) – Fontiers in Optics 2007 / Laser Science XXIII / Organic Materials and Devices for Displays and Energy Conversion. Optical Society of America, Washington DC 2007, ISBN 1-55752-846-2.
- Christian-Alexander Bunge, Winfried Lieber, Dan Curticapean: Tolerant launching scheme for short-reach multimode fibreconnections with non-ideal offset connectors; Optical Sensors 2008. In: Photonics Europe, Volume 7003. Spie Press, 2008, ISBN 978-0-8194-7202-1.

Publikationen zur Hochschulpolitik
- Winfried Lieber (Hrsg.): 50 Jahre – die Geschichte der Hochschule Offenburg. Hochschule Offenburg, Offenburg 2014, ISBN 978-3-943301-15-1.
- Winfried Lieber: TriRhenaTech – Die Allianz der Hochschulen für Angewandte Wissenschaft als Innovationsmotor für Wirtschaft und Gesellschaft in der Trinationalen Metropolregion Oberrhein. S. 350–357. In: Die Rolle Badens in Europa – Badische Außenpolitik von 1945 bis heute. Sven von Ungern-Sternberg (Hrsg.), Rombach Verlag, Freiburg 2022, ISBN 978-3-7930-9979-6.